# اتفاقية عشق أباد
اتفاقية عشق أباد هي اتفاقية للنقل متعدد الوسائط، عقدت بين حكومات كازاخستان، وأوزبكستان، وتركمانستان، وإيران، والهند وباكستان وسلطنة عمان لإنشاء ممر للنقل والعبور الدولي لتسهيل نقل البضائع بين آسيا الوسطى والخليج العربي. دخلت الاتفاقية حيز التنفيذ في أبريل 2016.
وقّع الاتفاقية في الأصل كل من إيران وسلطنة عمان وقطر وتركمانستان وأوزبكستان في 25 أبريل 2011. انسحبت قطر لاحقاً من الاتفاقية في 2013، في حين تقدّمت كازاخستان بطلب عضوية في نفس العام وحصلت عليها في 2015. انضمت باكستان إلى الاتفاقية بدءاً من شهر نوفمبر 2016. أما الهند فقد انضّمت رسمياً في فبراير 2018.

## الهدف
الهدف من هذه الاتفاقية هو تعزيز الاتصال داخل أوراسيا ومزامنته مع ممرات النقل الأخرى في تلك المنطقة بما في ذلك ممر النقل بين الشمال والجنوب (INSTC).

## الخطط الهندية
طلبت الحكومة الهندية في مارس/آذار 2016 الموافقة على الانضمام إلى الاتفاقية. وقد حصلت على موافقة من الأعضاء المؤسسين للاتفاقية قبل الحصول على دخول رسمي في 3 فبراير 2018.

## الاتصال

### ممر النقل بين الشمال والجنوب
ولتعزيز الاتصال، تتزامن اتفاقية عشق أباد أيضًا مع إنشاء ممر النقل بين الشمال والجنوب الذي يشمل النقل المائي والنقل بالسكك الحديدية بما في ذلك السكك الحديدية العابرة لبحر قزوين، ومسار النقل البري لنقل البضائع بين الهند، وروسيا، وإيران، وأوروبا وآسيا الوسطى. يتضمن هذا الممر بين الشمال والجنوب في المقام الأول نقل البضائع بين الهند وإيران وأذربيجان وروسيا عبر السفن والسكك الحديدية والطرق البرية.

### السكك الحديدية الأوراسية
استفادت هذه الاتفاقية أيضًا من خط السكك الحديدية بين تركمانستان وأفغانستان وطاجيكستان (TAT) اعتبارًا من عام 2013، وممر النقل بين أفغانستان وتركمانستان وأذربيجان وجورجيا وتركيا عام 2014، وخط السكك الحديدية بين إيران وتركمانستان وكازاخستان وممر النقل بين أوروبا والقوقاز وآسيا (TRACECA). وتربط الاتحاد الأوروبي مع 14 دولة من أوروبا الشرقية وجنوب القوقاز وآسيا الوسطى.

### جابهار - أفغانستان
منذ عام 2017، أنشأ ميناء جابهار في إيران رابطاً تجارياً من الهند إلى أفغانستان، دون الحاجة لعبور الأراضي الباكستانية. وُقّعت الاتفاقية بين الدول الثلاث لأول مرة في عام 2015.
في وقت سابق من عام 2011، كانت الهند تضع اللمسات النهائية على اقتراح لبناء خط سكة حديد بطول 900 كيلومتر يربط ميناء جابهار في إيران بمنطقة هاجيجاك الغنية بالمعادن في أفغانستان. ولم يتم تنفيذه بعد.